# Rząd Narodowy (czerwonych prawników)
Rząd Narodowy tzw. czerwonych prawników – naczelny organ władz powstania styczniowego od 23 maja do 10 czerwca 1863.

## Utworzenie
Powstał w wyniku zamachu przedstawicieli stronnictwa czerwonych na Rząd Narodowy Agatona Gillera. 23 maja 1863 w Warszawie intendent organizacji miejskiej Włodzimierz Lempke i ekspedytor druków rządowych Jan Wernicki pomogli zamachowcom przejąć pieczęcie powstańcze, posiadanie których było w warunkach konspiracji równoznaczne z przejęciem władzy. Organizacja miejska rozkazała członkom poprzedniego rządu opuścić miasto pod groźbą śmierci. 
Ostatecznie nowy Rząd Narodowy ukonstytuował się 1 czerwca. Na jego czele stanął Franciszek Dobrowolski, który opracował nowy plan działania. Zakładał on silniejsze obciążenie podatkiem narodowym warstw najzamożniejszych, mianowanie komisarzy pełnomocnych województw, scalających w swoich rękach administrację terenową oraz utworzenie trybunałów rewolucyjnych. Dekret o trybunałach rewolucyjnych poddawał ich jurysdykcji wszystkie czyny szkodliwe dla sprawy ojczystej, karane odpowiednio wygnaniem, pozbawieniem czci i śmiercią.
Rząd czerwonych prawników upadł w wyniku niekończących się sporów w jego łonie. 9 czerwca Dobrowolski podał się do dymisji. Przez jeden dzień pracami rządu kierował Piotr Kobylański. 14 czerwca Karol Majewski, który przejął kontrolę nad Kasą Główną Królestwa Polskiego, zdeponowaną w Banku Polskim utworzył nowy Rząd Narodowy.

## Skład
Członkowie rządu byli dyrektorami poszczególnych wydziałów.
- Franciszek Dobrowolski, przewodniczący do 9 czerwca 1863, dyrektor Wydziału Skarbu, Spraw Zagranicznych, Prasy, Spraw Broni
- Oskar Awejde, sekretarz stanu od 1 czerwca do 9 czerwca 1863
- Henryk Bąkowski, do 29 maja 1863
- Józef Kajetan Janowski, dyrektor Wydziału Wojny
- Piotr Kobylański, przewodniczący od 9 czerwca, dyrektor Wydziału Spraw Wewnętrznych
- Stosław Łaguna, dyrektor Wydziału Spraw Wewnętrznych
- Erazm Malinowski, naczelnik miasta Warszawy